# Lindsay Carter Warren

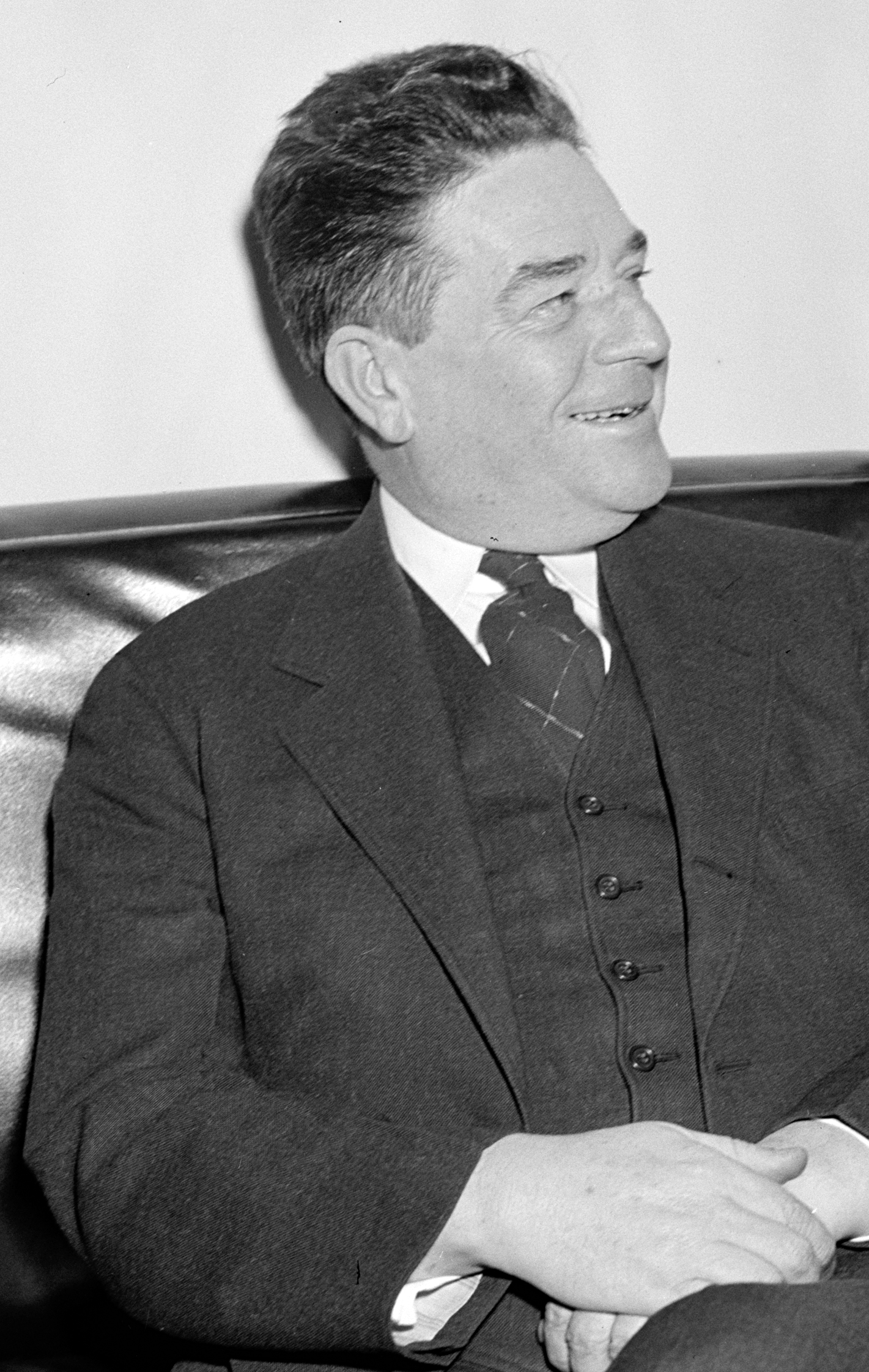
Lindsay Carter Warren (1939)

Lindsay Carter Warren (* 16. Dezember 1889 in Washington, North Carolina; † 28. Dezember 1976 ebenda) war ein US-amerikanischer Politiker. Zwischen 1925 und 1940 vertrat er den Bundesstaat North Carolina im US-Repräsentantenhaus.

## Werdegang
Lindsay Warren besuchte zwischen 1903 und 1906 die Bingham School in Asheville. Danach studierte er bis 1908 an der University of North Carolina in Chapel Hill. Nach einem anschließenden Jurastudium an derselben Universität und seiner 1912 erfolgten Zulassung als Rechtsanwalt begann er in Washington in diesem Beruf zu arbeiten. Zwischen 1912 und 1925 war Warren Staatsanwalt im Beaufort County. Gleichzeitig schlug er als Mitglied der Demokratischen Partei eine politische Laufbahn ein.
Zwischen 1912 und 1925 war Warren demokratischer Parteivorsitzender im Beaufort County. Von 1917 bis 1919 saß er im Senat von North Carolina, dessen amtierender Präsident er 1919 war. In diesem Jahr gehörte er außerdem einer Kommission an, die die Gesetze des Staates reformierte. 1920 war Warren Mitglied einer weiteren Kommission, die sich mit Entschädigungen bei Arbeitsunfällen befasste. Im Jahr 1923 wurde er Abgeordneter im Repräsentantenhaus von North Carolina. 1932 und 1940 nahm er als Delegierter an den Democratic National Conventions, auf denen jeweils Franklin D. Roosevelt für die Präsidentschaftswahl nominiert wurde. Außerdem leitete er die regionalen demokratischen Parteitage in North Carolina in den Jahren 1930 und 1934.
Bei den Kongresswahlen des Jahres 1924 wurde Warren im ersten Wahlbezirk von North Carolina in das US-Repräsentantenhaus in Washington, D.C. gewählt, wo er am 4. März 1925 die Nachfolge von Hallett Sydney Ward antrat. Nach sieben Wiederwahlen konnte er bis zu seinem Rücktritt am 31. Oktober 1940 im Kongress verbleiben. Seit 1931 war er Vorsitzender des Committee on Accounts. Während Warrens Zeit als Kongressabgeordneter wurden im Jahr 1933 der 20. und der 21. Verfassungszusatz ratifiziert. Seit 1933 wurden die meisten New-Deal-Gesetze der Bundesregierung unter Präsident Roosevelt in den Kongress eingebracht und verabschiedet.
Warren trat Ende Oktober 1940 von seinem Mandat zurück, nachdem er von Präsident Roosevelt als Nachfolger von Fred H. Brown zum Leiter des Bundesrechnungshofes (Comptroller General) ernannt worden war. Dieses Amt bekleidete er bis 1954. In den Jahren 1959 und 1961 gehörte Lindsay Warren noch einmal dem Senat von North Carolina an. Er starb am 28. Dezember 1976 in seinem Geburtsort Washington.